# Arszad al-Umari
Arszad al-Umari (ur. 1888 w Mosulu, zm. 1978) – iracki polityk, dwukrotny premier Iraku w 1946 oraz w 1954.

## Życiorys
Pochodził z zamożnego arabskiego rodu z Mosulu. Ukończył szkołę inżynierską w Stambule. W latach 1931–1933 i 1936-1944 był burmistrzem Bagdadu. W 1944 pierwszy raz objął stanowisko ministerialne, wchodząc do rządu Hamdiego al-Badżahdżiego jako minister obrony. W latach 1944–1945 był ponadto ministrem spraw zagranicznych, a w 1944 ministrem zaopatrzenia.

### Premier Iraku
W maju 1946 regent Iraku Abd al-Ilah powierzył mu misję utworzenia rządu, uznając, że gabinet Taufika as-Suwajdiego stracił kontrolę nad sytuacją w kraju i dopuścił do zbytniego wzrostu wpływów Irackiej Partii Komunistycznej. Al-Umari zerwał z bardziej liberalnym kursem rządów poprzednika i rozpoczął represjonowanie opozycji. Usunął ze stanowisk ministrów związanych z poprzednim premierem, zastępując je własnymi protegowanymi, chociaż niektórzy z nich nie cieszyli się dobrą reputacją.
W lipcu 1946 nakazał stłumienie przez wojsko strajku robotniczego na polach naftowych w okolicy Kirkuku. Podczas walk ulicznych, do których w rezultacie doszło, padło 18 zabitych i kilkudziesięciu rannych. Gdy wydarzenia te zostały zrelacjonowane w prasie, premier dokonał kolejnych aresztowań opozycjonistów i nakazał zamykać gazety. Doszło wówczas do kolejnych strajków robotniczych, organizowanych przez działaczy Irackiej Partii Komunistycznej, która niezwykle szeroko nagłośniła wydarzenia z lipca. Zwalczając komunistów, al-Umari negatywnie odnosił się również do organizacji sympatyzujących ze Stanami Zjednoczonymi. Ostatecznie zażądał od regenta wprowadzenia stanu wojennego, ten jednak odmówił, uznając, że premier nie sprawdził się na stanowisku. Zaufanie do al-Umariego stracili również Brytyjczycy, toteż w listopadzie 1946 jego rząd został zdymisjonowany. Nowy gabinet utworzył Nuri as-Sa’id. Według innego źródła ogólna ocena działalności al-Umariego nie była negatywna, jednak jego działania wymierzone w organizacje komunistyczne uznano za niewystarczającego. Odchodząc ze stanowiska, al-Umari jednoznacznie postrzegany był jako zwolennik brytyjskiej dominacji w Iraku.
Po raz drugi al-Umari stanął na czele rządu 30 kwietnia 1954. Jego rząd był gabinetem przejściowym. Ponownie miał dokonać korekty polityki zagranicznej i wewnętrznej, rezygnując z proamerykańskiego i reformatorskiego programu poprzedniego premiera Fadila al-Dżamalego, i przygotować powrót Nuriego as-Sa’ida na stanowisko szefa rządu. Al-Umari pozostał premierem do lipca 1954, gdy zgodnie z założeniami króla Fajsala II ponownie stanowisko to objął Nuri as-Sa’id.